# Confessions of a Teenage Drama Queen
Confessions of a Teenage Drama Queen is een Amerikaanse speelfilm uit 2004 onder regie van Sara Sugarman. De film is gebaseerd op het boek met dezelfde titel van Dyan Sheldon.

## Verhaal
De 15-jarige Mary "Lola" Steppe is dol op aandacht maar moet haar geliefde thuis in New York verlaten om met haar familie naar de achterwijk Dellwood in New Jersey te verhuizen. Eenmaal hier wordt ze op school onmiddellijk als rivale gezien door de populaire Carla Santini. Toch weet ze bevriend te raken met Ella Gerard, een buitenbeentje die net zoals Lola fan is van de band Sidarthur. Lola is verliefd op zanger Stu Wolf, terwijl Ella het gezien heeft op gitarist Steve.
Lola besluit op school auditie te doen voor het toneelstuk "Elizabeth Rocks", een moderne bewerking op Pygmalion. Als ze hoofdrol, die eigenlijk voor Carla was weggelegd, weet te krijgen, groeit de vijandigheid tussen de twee nog meer. Lola's geluk wordt al snel verstoord als ze op de radio hoort dat de leden van Sidarthur uit elkaar gaan. Stu kondigt aan nooit meer samen te willen werken met de andere bandleden.
Als Lola en Ella in het winkelcentrum zijn, komen ze Carla tegen. Zij zegt kaartjes te hebben voor het afscheidsconcert van Sidarthur. Lola wil niet vernederd worden en liegt dat Ella en zij ook kaartjes hebben. Ze heeft echter geen geld en heeft ook nog eens huisarrest gekregen van haar moeder.
Lola vraagt aan haar goede vriend Sam of hij de jurk die ze voor het toneelstuk moet dragen wil stelen, zodat zij die kan aandoen naar het afscheidsconcert. Hij wordt bijna betrapt door de lerares van het toneelstuk, maar weet toch de jurk te bemachtigen.
Ella biedt aan om voor beiden de kaartjes te kopen, maar het lukt ze niet om deze legaal te bemachtigen. Ze besluiten ze illegaal van een man te kopen, maar ook dit lukt niet als Lola per ongeluk het geld in de trein waarmee ze kwamen heeft laten liggen. Ze dwalen rond door de straten van New York om het aftershowfeest van Stu te vinden. Onderweg worden ze achtervolgd door een mysterieuze man, die later Lola's bezorgde vader blijkt te zijn.
Na een tijd komen ze een dronken Stu tegen in een steegje. Ze nemen hem mee naar een wegrestaurant, waar hij zichzelf belachelijk maakt. Hij wordt gearresteerd. Op het politiebureau ontdekt Ella dat Lola veel tegen haar heeft gelogen, als ze Lola's vader tegenkomt. Lola heeft namelijk, samen met nog meer leugens, verteld dat haar vader overleden was.
Nadat ze Stu naar zijn huis brengen, is Ella nog steeds boos op Lola. Als ze zich eenmaal vermaken in Stu's huis, vergeeft ze haar. Als Lola en Carla later op de avond elkaar tegenkomen, is Carla op een negatieve wijze verrast. Ondertussen komt Lola erachter dat Stu niet zo geweldig is als dat ze dacht.
Als Lola en Ella de volgende dag op school praten over Stu's feest, doet Carla alsof ze de twee er niet heeft gezien. Ze weet de hele school tegen haar op te zetten door te zeggen dat ze een leugenaar is en haar te confronteren met haar leugen over haar vader en haar geboortenaam Mary. Lola raakt gedeprimeerd en trekt zich terug van het toneelstuk. Ella weet haar toch te overhalen om te komen. Lola weet iedereen te amuseren tijdens haar uitvoering.
Na het toneelstuk houdt Carla een feest. Hier daagt Stu op, die op zoek is naar Lola. Carla liegt tegen iedereen door te zeggen dat Stu kwam voor háár. Wanneer Stu eenmaal Lola vindt, wordt het voor iedereen duidelijk dat Carla al die tijd heeft gelogen. Ze barst uit in tranen en valt in een fontein. Lola helpt haar hier echter uit en probeert vrienden met haar te worden.
In de laatste scène danst Lola met Sam en zoent ze hem.

## Rolverdeling
| Acteur          | Personage                  |
| --------------- | -------------------------- |
| Lindsay Lohan   | Mary Elizabeth Steppe/Lola |
| Adam Garcia     | Stu                        |
| Megan Fox       | Carla Santini              |
| Alison Pill     | Ella Gerard                |
| Eli Marienthal  | Sam                        |
| Carol Kane      | Miss Baggoli               |
| Sheila McCarthy | Mrs. Gerard                |

## Trivia
- De rol van Lola was eerst aangeboden aan Hilary Duff, maar zij wilde de rol niet wegens haar overvolle planning.
- Fox heeft in interviews toegegeven niet goed overweg te kunnen met Lohan. Opmerkelijk genoeg konden hun personages het ook al niet met elkaar vinden.